# Siphonorhis daiquiri
Siphonorhis daiquiri ist eine ausgestorbene Vogelart aus der Familie der Nachtschwalben (Caprimulgidae). Sie war auf Kuba endemisch. Das Artepitheton bezieht sich auf den ehemaligen Hafen von Daiquirí, in dessen Nähe die Typuslokalität liegt, wo Harold Elmer Anthony 1917 die ersten Knochen fand. 
Die Fossilienfundorte sind die Cueva de Los Indios bei Daiquirí ungefähr 20 km östlich von Santiago de Cuba in der Provinz Santiago de Cuba und die Cueva de Los Fósiles etwa 28,5 km nordöstlich von Camagüey in der Provinz Camagüey.

## Merkmale
Siphonorhis daiquiri ist nur durch subfossiles Knochenmaterial bekannt, das aus dem distalen Ende des rechten Tarsometatarsus (Holotypus), einem Coracoid, den proximalen Enden des rechten und linken Oberarmknochens, dem proximalen Ende des linken Carpometacarpus, zwei rechten Oberarmknochen, einem rechten Oberarmknochen ohne distales Ende, dem proximalen Ende des rechten Oberarmknochens, einem linken Oberarmknochen ohne proximales Ende sowie einem rechten Carpometacarpus ohne den kleinen Mittelhandknochen (Metacarpus minor) (Paratypen) besteht.
Siphonorhis daiquiri war größer als die Haitinachtschwalbe (Siphonorhis brewsteri), aber kleiner als die Jamaikanachtschwalbe (Siphonorhis americana). Die Schwiele vor dem Hallux ist höher als bei den anderen Siphonorhis-Arten und der Schaft des Tarsometatarsus ist proportional dünner als bei Siphonorhis americana und ähnelt eher dem von Siphonorhis brewsteri.

## Status
Olson wies 1985 auf die Möglichkeit hin, dass eine Reliktpopulation von S. daiquiri im trockenen Südosten Kubas überlebt haben könnte, der ornithologisch bisher nur wenig erkundet ist. Die bisher gefundenen Fossilien zeugen davon, dass die Art während des Pleistozäns weit über die Insel verbreitet war und im Holozän ausstarb. Wahrscheinlich ging ihr Lebensraum im frühen Holozän verloren, als wechselfeuchte (mesische) Lebensräume viele zuvor trockene, offene Regionen Kubas verdrängten.